# Karl Jindrak
Karl Jindrak (Wenen, 10 december 1972) is een Oostenrijks tafeltennisser. Hij won in Aarhus 2005 samen met zijn landgenoot Werner Schlager het Europees kampioenschap voor mannendubbels. De Oostenrijker stond dat jaar ook met het nationale mannenteam in de finale van het landentoernooi, maar verloor hierin van Denemarken. Zijn hoogste positie op de ITTF-wereldranglijst was in 115e, in november 2003.

## Sportieve loopbaan
Jindrak debuteerde in 1996 in het internationale (senioren)circuit op de wereldkampioenschappen in Tianjin 1995. Het was het eerste van acht WK's waarop hij tot aan 2005 in minimaal één discipline actief aanwezig was. Zijn beste prestaties waren kwartfinaleplaatsen in de dubbelspeltoernooien van Manchester 1997, Eindhoven 1999 en Parijs 2003.

Op EK's kwam Jindrak aanzienlijker in beeld. Hij nam deel aan (alleen) de dubbelspeltoernooien van Eindhoven 1998, Bremen 2000, Zagreb 2002, Courmayeur 2003 en Aarhus 2005. Alleen in Kroatië moest de Oostenrijker na de kwartfinale naar huis, de overige keren bereikte hij telkens de halve finale, behalve toen hij en Schlager in 2005 de titel wonnen. Samen versloegen ze in de finale het duo Kalinikos Kreanga/Vladimir Samsonov. Jindrak nam (alleen) in 2005 ook deel aan het landentoernooi met de Oostenrijkse ploeg, wat hem ook nog een zilveren EK-medaille opleverde.
Jindrak vertegenwoordigde Oostenrijk op de dubbelspeltoernooien van de Olympische Spelen in 1996, 2000 en in 2004. De eerste keer moest hij na één ronde naar huis, in de daaropvolgende toernooien bereikte hij eerst de kwartfinale en vier jaar later de laatste zestien.